# Balla Vilmos
Balla Vilmos, 1899-ig Blau (Pest, 1862. április 19. – Budapest, 1934. január 3.) újságíró, író, szakíró.

## Élete
Blau Jakab és Engel Katalin gyermekeként született gazdag kereskedőcsaládban. 1878-ban elvégezte a Kereskedelmi Akadémiát, majd 1885-ig a Neues Pester Journal közgazdasági rovatának munkatársa volt. 1882-től 1897-ig a Pester Lloydba és a bécsi Neue Freie Pressébe is rendszeresen írt közgazdasági tárgyú cikkeket. 1885 és 1913 között a Beer Jakab gabonakereskedelmi cég alkalmazottja volt.
1897 novemberétől Mikszáth Kálmán Országos Hírlapjának gabonatőzsde-rovatát vezette, majd megszűnése után (1899) a Pesti Hírlap terménytőzsde rovatának vezetője lett egészen haláláig. A Budapesti Hírlap közgazdasági rovatvezetőjeként is működött. Cikkei megjelentek a Magyar Kereskedők Lapjában is. Önálló művei elsősorban a gabonatőzsde, a gabonakereskedelem kérdéseivel foglalkoztak. Halálát szívizom elfajulás okozta.
A Kozma utcai izraelita temetőben helyezték végső nyugalomra.

## Magánélete
Felesége Braun Jozefa (1877–?) volt, Braun Ignác nagykereskedő lánya, akit 1895. október 27-én Budapesten, az Erzsébetvárosban vett nőül.
Gyermekei:
- Balla Lujza (1896–?). Férje Müller József (1897–?) orvos.
- Balla Erzsébet

## Főbb művei
- A gabonatőzsde reformálása (Budapest, 1896)
- A reformált gabonatőzsde (Budapest, 1897)
- Utazás a tőzsdeválasztás körül (Budapest, 1905)
- Az új mezőgazdasági vámok (Budapest, 1906)
- A termésstatisztika (Budapest, 1911)
- A gabonatőzsde romjain (Budapest, 1918)
- A mindennapi kenyér (regény, Budapest, 1920)
- A vadember. Rajzok a régi Pest kereskedő-világából (Budapest, 1923)
- II. Gergely (Budapest, 1924)
- A hatvanhetes idők közgazdasága (1926)
- A kávéforrás. Régi pesti kávéházak legendái. (Budapest, 1927)
- A Nibelungok (regény, Budapest, 1930)